# Under Løgnens Maske
Under Løgnens Maske er en amerikansk stumfilm fra 1917 af Allen Holubar.

## Medvirkende
- Allen Holubar som Dr. John McLean
- Francelia Billington som Johanna
- Paul Byron som Gerald
- Maude George som Leonie
- Virginia Lee Corbin